# サンブ・ヤタバレ
サンブ・ヤタバレ（Sambou Yatabaré 、1989年3月2日 - ）は、フランス・オワーズ県ボーヴェ出身でマリ国籍のプロサッカー選手。元マリ代表。リーグ・ドゥ・FCソショー＝モンベリアル所属。ポジションは、ミッドフィールダー。
サッカー選手のムスタファ・ヤタバレは実兄。

## クラブ経歴

### オリンピアコス
2013年8月、オリンピアコスFCに4年契約で加入。移籍金は220万ユーロと報じられた。
半年後、出場機会に苦しみ古巣のバスティアにレンタルで復帰。2014-15シーズンはEAギャンガンにレンタル移籍。2015年9月、スタンダール・リエージュにレンタル移籍。

### ブレーメン
2016年1月、ヴェルダー・ブレーメンに2019年までの3年半契約で加入。移籍金は250万ユーロ、さらにスタンダール・リエージュにはレンタル期間の残り分として50万ユーロが支払われた。

### アントワープ
2017年8月31日、買い取りオプション付きのレンタルでロイヤル・アントワープFCに加入。シーズン終了後、オプションが行使されアントワープに完全移籍した。

## 代表歴
2015年1月のアフリカネイションズカップ2015ではカメルーン代表戦で得点を挙げた。

### ゴール
| #  | 開催日         | 会場           | 対戦国           | スコア | 結果 | 試合概要                           |
| -- | -------------- | -------------- | ---------------- | ------ | ---- | ---------------------------------- |
| 1. | 2014年10月11日 | アディスアベバ | エチオピア       | 2–0    | 2–0  | アフリカネイションズカップ2015予選 |
| 2. | 2015年1月20日  | マラボ         | カメルーン       | 1–0    | 1–1  | アフリカネイションズカップ2015     |
| 3. | 2016年9月4日   | バマコ         | ベナン           | 1–0    | 5–2  | アフリカネイションズカップ2017予選 |
| 4. | 2016年10月8日  | ブアケ         | コートジボワール | 1–0    | 1–3  | 2018 FIFAワールドカップ予選        |